# Forte de Libédia
O Forte de Libédia localizava-se em Bidia, no emirado de Ras al-Khaimah, integrante dos Emirados Árabes Unidos. No sudoeste do golfo Pérsico, é vizinho à fronteira do Sultanato de Omã.

## História
Encontra-se referido por António Bocarro no Livro das Plantas de Todas as Fortalezas (1635).
Em nossos dias, os vestígios de um forte trazidos à luz pela arqueologia foram identificados como os do forte português de Libédia, assinalado por Pedro Barreto de Resende em seu mapa de 1646.

## Características
O forte apresentava planta idêntica ao Forte de Mada. Segundo a descrição de Bocarro, era "…quadrada, do feitio de mouros com muro baixo, duas braças e meia de altura. Tem um grande circuito, com seis baluartes e um que está a cavaleiro, pegado no muro com mais dois em redondo da povoação, ficando em distância de tiro de espingarda".